# Gerson García
Gerson Luis García Gálvez (Sucre, 24 de abril de 1985) es un futbolista boliviano. Juega como defensa y su actual equipo es ABB que desde 2025 va a jugar en la División Profesional del Fútbol Boliviano.

## Clubes
| Club                    | País    | Año           |
| ----------------------- | ------- | ------------- |
| San José                | Bolivia | 2004          |
| Real Potosí             | Bolivia | 2005 - 2007   |
| San José                | Bolivia | 2008          |
| Real Potosí             | Bolivia | 2009          |
| The Strongest           | Bolivia | 2010 - 2012   |
| Jorge Wilstermann       | Bolivia | 2012 - 2013   |
| Nacional Potosí         | Bolivia | 2013 - 2014   |
| Petrolero               | Bolivia | 2014 - 2016   |
| Universitario de Sucre  | Bolivia | 2016          |
| Real Potosí             | Bolivia | 2018          |
| Independiente Petrolero | Bolivia | 2019-2021     |
| ABB                     | Bolivia | 2021-presente |

## Palmarés

### Títulos nacionales
| Título           | Club          | País    | Año           |
| ---------------- | ------------- | ------- | ------------- |
| Primera División | Real Potosí   | Bolivia | Apertura 2007 |
| Primera División | The Strongest | Bolivia | Clausura 2012 |